# Monumento ai martiri di piazzale Loreto
Il monumento ai martiri di piazzale Loreto è una scultura di Giannino Castiglioni posta in piazzale Loreto a ricordo della strage del 10 agosto 1944.

## Descrizione
Il monumento è costituito da una stele a sezione triangolare con un bassorilievo. Vi è ritratto un uomo incatenato. Il retro della stele presenta la seguente iscrizione con i nomi delle vittime.
GIAN ANTONIO BRAVIN

GIULIO CASIRAGHI

RENZO DEL RICCIO

ANDREA ESPOSITO

DOMENICO FIORANI

UMBERTO FOGAGNOLO

TULLIO GALIMBERTI

VITTORIO GASPARINI
EMIDIO MASTRODOMENICO

SALVATORE PRINCIPATO

ANGELO POLETTI

ANDREA RAGNI

ERALDO SONCINI

LIBERO TEMOLO

VITALE VERTEMATI
10 AGOSTO 1944»
Nella parte inferiore sono ritratti gli stemmi della Repubblica Italiana e del comune di Milano.

## Storia

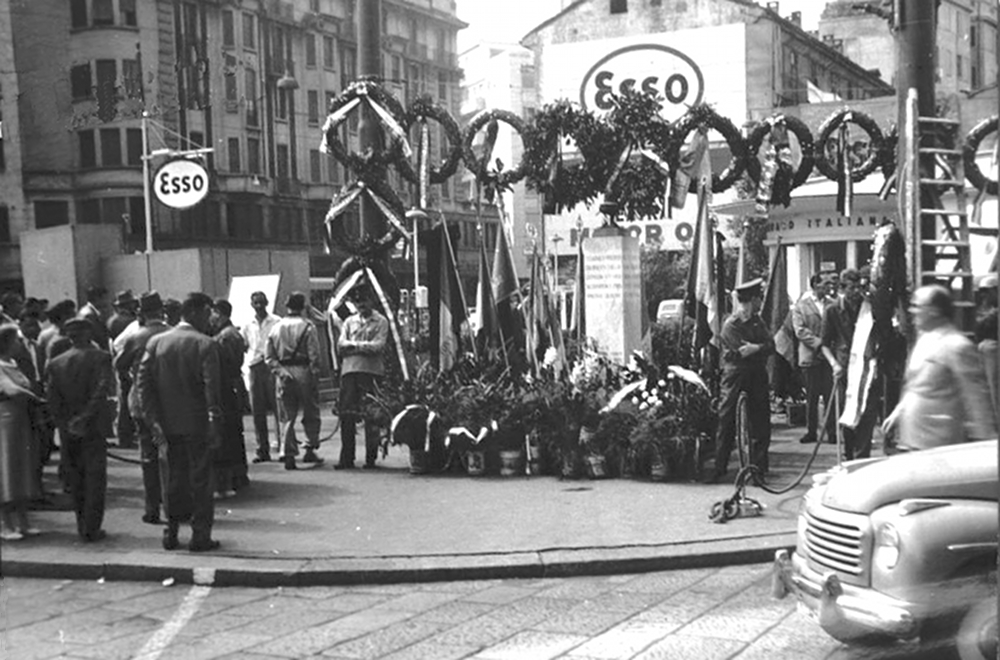
Cippo originario del 1945

Un cippo squadrato fu posto il 10 agosto 1945 nel luogo esatto della strage.
Ora è un anno all'alba del 10 agosto in piazzale Loreto, 15 ostaggi innocenti cadevano vittime della ferocia nazifascista. I cadaveri abbandonati sul selciato non poterono nemmeno essere ricomposti dalla pietà dei familiari.
Erano quindici patrioti, uomini maturi e giovinetti scelti a caso rappresentanti tutte le classi sociali quasi a simbolizzare la ritrovata unità di tutto il popolo nella lotta per la redenzione dell'Italia.
La cittadinanza attinse dall'orrore del massacro al quale aveva assistito impotente nuova forza, nuova ferma decisione per la lotta che non conobbe più soste. In questo giorno consacrato alla recente storia d'Italia noi rievochiamo accomunandoli nel ricordo tutti i martiri nostri; da coloro che perirono nelle galere fasciste, avanguardia gloriosa della lotta di liberazione, a tutte le vittime di una guerra ingiusta e non voluta, ai deportati nei campi di eliminazione nazisti, ai partigiani caduti nel glorioso periodo della riscossa, a tutti i fucilati, gli impiccati, i torturati.
Oggi in alba di libertà ne esaltiamo il sacrificio, oggi che essi ritornano a noi più che mai vivi, sollevati dal sacrificio oltre gli egoismi e le vanità: essi sono la nostra guida nella lotta e nella speranza, essi ci esortano a procedere uniti come lo fummo nei sacrifici della dura vigilia.
Dalla luce dei caduti, dalla volontà dei viventi, l'Italia risorgerà fra le Nazioni libere e sia per sempre!»
(Manifesto del Comitato per le onoranze ai Martiri di piazzale Loreto, 10 agosto 1945)
Il monumento attuale fu inaugurato il 10 agosto 1961; fu posto al centro della strada, mentre il cippo originario era posto sul marciapiedi.
L'11 febbraio del 1972 il monumento venne danneggiato a seguito di una serie di attentati esplosivi causati dal militante neofascista Giancarlo Esposti, appartenente al gruppo terrorista eversivo delle Squadre d'Azione Mussolini, venendo successivamente restaurato.

## Commemorazioni
Annualmente presso il monumento vengono commemorate le vittime della strage. Nel 2019, nel settantacinquesimo anniversario, la partecipazione è stata particolarmente numerosa.